# سليمان خاطر
سليمان محمد عبد الحميد خاطر (1961 - 7 يناير 1986) كان أحد عناصر قوات الأمن المركزي المصري، أطلق النار على مجموعة من السياح الإسرائيليين عند نقطة حراسته التي تقع بالقرب من منتجع رأس برقة بمنطقة نويبع بمحافظة جنوب سيناء في 5 أكتوبر 1985 فقتل منهم سبعة من بينهم أربعة أطفال كما قتل ظابط مصري وجرح أربعة فيما عرف بحادث رأس برقة، ثم سلم نفسه وتعرض لاحقًا لمحاكمة عسكرية والتي حكمت عليه بالأشغال المؤبدة، وفي يناير 1986 عُثر عليه مشنوقًا في زنزانته في ظروف غامضة.

## حياته
ولد سليمان خاطر في 1961 بقرية إكياد البحرية التابعة لمدينة فاقوس في محافظة الشرقية بمصر، وهو الأخير من خمسة أبناء في أسرة بسيطة أنجبت ولدين وبنتين قبل سليمان.
في طفولته شهد سليمان آثار قصف القوات الجوية الإسرائيلية لمدرسة بحر البقر الإبتدائية المشتركة في 8 أبريل سنة 1970. باستخدام طائرات الفانتوم الأمريكية، والذي خلف 30 شهيدًا من الأطفال، حينها كان سليمان يبلغ التاسعة من عمره. قالت شقيقته في لقاء مع قناة الجزيرة الفضائية «أن سليمان جري بسرعة لهول ما سمع عنه».
التحق سليمان بالخدمة العسكرية الإجبارية، وكان مجنداً في قوات الأمن المركزي وفي نفس الوقت انتسب إلى جامعة الزقازيق كطالب في كلية الحقوق (جامعة مفتوحة)، ويعتبر سليمان السبب الرئيسي في تغيير شروط الالتحاق بالأمن المركزي لأنه كان بكلية الحقوق ومن بعدها أصبح ممنوع تجنيد المتعلمين في قوات الأمن المركزي.

## حادث إطلاق النار على الإسرائيليين
قام سليمان خاطر في اليوم الخامس من أكتوبر عام 1985م بإطلاق النار على السياح الإسرائيليين وذلك بواسطة بندقية هجومية، وكان من بين الناجين طفل يدعى تالي غريفيل وعمره خمس سنوات وأمه آنيتا.

## محاكمة سليمان ووفاته
سلم سليمان خاطر نفسه بعد الحادث، وصدر قرار جمهوري بموجب قانون الطوارئ بتحويل الشاب إلى محاكمة عسكرية. طعن محامي سليمان صلاح أبو إسماعيل في القرار الجمهوري وطلب محاكمته أمام قاضيه الطبيعي، ولكن طعنه رُفض.[بحاجة لمصدر]
وصفته الصحف الموالية للنظام بالمجنون، فيما اعتبرته صحف المعارضة بطلاً وقادت حملة من أجل تحويله إلى محكمة الجنايات بدلاً من المحكمة العسكرية، وأقيمت مؤتمرات وندوات وقدمت بيانات والتماسات إلى رئيس الجمهورية ولكن لم يستجب لها. قال التقرير النفسي الذي صدر بعد فحص سليمان بعد الحادث أن سليمان «مختل نوعًا ما».[بحاجة لمصدر]
بعد محاكمة سليمان خاطر عسكرياً، صدر الحكم عليه في 28 ديسمبر 1985 بالأشغال الشاقة لمدة 25 عامًا، ورُحّل إلى السجن الحربي بمدينة نصر بالقاهرة. بعد أن صدر الحكم على خاطر نقل إلى السجن ومنه إلى مستشفى السجن بدعوى معالجته من البلهارسيا، وهناك وفي اليوم التاسع لحبسه، بتاريخ 7 يناير 1986 أعلنت الإذاعة ونشرت الصحف خبر وفاة سليمان خاطر.

## ردود الفعل على وفاته

سليمان خاطر على طابع بريد إيراني، 1986

أعلنت السلطات المصرية أن سلمان مات منتحرًا، وقال البيان الرسمي أن الانتحار تم بمشمع الفراش، ثم قالت مجلة المصور أن الانتحار تم بملاءة السرير، وقال الطب الشرعي أن الانتحار تم بقطعة قماش من ما تستعمله الصاعقة. أمام كل ما قيل، تقدمت أسرته بطلب إعادة تشريح الجثة عن طريق لجنة مستقلة لمعرفة سبب الوفاة، وتم رفض الطلب مما زاد الشكوك وأصبح القتل سيناريو اقرب من الانتحار. ما أن شاع خبر موت سليمان خاطر حتى خرجت المظاهرات التي تندد بقتله من طلاب جامعة القاهرة وعين شمس وجامعة الأزهر وجامعة المنصورة بجانب طلاب المدارس الثانوية. في مشهد أخر في مكان ما، تسلم الإسرائيليون تعويضاً عن قتلاهم من الحكومة التي قالت عنها أم خاطر: «ابني اتقتل عشان ترضى عنهم أمريكا وإسرائيل».
وقد لاقى تمجيد خاطر في وسائل الإعلام المصرية صدى في دول عربية أخرى، حيث أشاد به كثيرون باعتباره بطلاً ونموذجاً يُحتذى به. ونظمت مظاهرات حاشدة دعماً له، كما كرمه برلمان الكويت. بالإضافة لذلك، أصدرت حكومة آية الله الخميني الإيرانية طابعًا «تكريمًا لاستشهاد سليمان خاطر بطل سيناء» عقب وفاته، وأطلقت اسمه على شارع في طهران.